# Champlin (Nièvre)
 Champlin  es una población y comuna francesa, situada en la región de Borgoña, departamento de Nièvre, en el distrito de Cosne-Cours-sur-Loire y cantón de Prémery.

## Demografía
| 97 | 79 | 66 | 52 | 50 | 48 |
| Para los censos de 1962 a 1999 la población legal corresponde a la población sin duplicidades (Fuente: INSEE [Consultar]) |    |    |    |    |    |